# 大畑空宇
大畑 空宇（おおはた くう、1996年10月24日 - ）は、宮城県栗原市出身で、時津風部屋所属の現役大相撲力士。本名同じ。身長186.5cm、体重160.1kg、血液型はO型。最高位は西幕下31枚目（2019年3月場所・2022年1月場所）。

## 来歴
初めて廻しを締めたのは小学校3年生の時だが、地元の瀬峰ちびっこ相撲クラブに入って相撲を始めたのは小学校6年生の時である。中学校は相撲部のある栗原市立栗駒中学校に通った。小牛田農林高校では1年次から高校総体などの団体戦に出場し、3年次には金沢大会で個人戦ベスト32などの成績を残している。高校在学中に、相撲部の監督の大学時代の先輩が16代時津風（元幕内・時津海）という縁で時津風部屋に入門し、2014年11月場所で初土俵を踏んだ。
序ノ口、序二段はともに1場所で通過して、2015年5月場所で三段目に昇進。2年後の2017年5月場所で幕下に昇進したが、糖尿病悪化の影響で体重が落ちるなどしたため、幕下2場所目となった同年7月場所から4場所連続で負け越した。番付を東三段目66枚目まで下げていた2018年3月場所では病気の状態も良くなり、7戦全勝で三段目優勝を飾った。本割の7番目で三段目最下位格付出の木﨑海、優勝決定戦で久之虎を破って掴んだ優勝だった。2019年5月場所から、四股名を「大葉山」に改名。当時の師匠だった16代時津風と大阪の部屋後援者が協議して名付けられたものであり、部屋の開祖である第35代横綱・双葉山（12代時津風）や、部屋出身の元大関・北葉山らの四股名にも使われている「葉」の字を使った四股名になった。2021年7月場所から四股名を本名に戻した。

## 主な成績
2025年7月場所終了現在

### 通算成績
- 通算成績：225勝216敗（64場所）

### 各段優勝
- 三段目優勝：1回（2018年3月場所）

### 場所別成績
| | 一月場所 初場所（東京） | 三月場所 春場所（大阪） | 五月場所 夏場所（東京） | 七月場所 名古屋場所（愛知） | 九月場所 秋場所（東京） | 十一月場所 九州場所（福岡） |
| --- | ----------------------- | ----------------------- | ----------------------- | --------------------------- | ----------------------- | --------------------------- |
| 2014年 （平成26年） | x                       | x                       | x                       | x                           | x                       | （前相撲）                  |
| 2015年 （平成27年） | 東序ノ口17枚目 5–2      | 西序二段55枚目 6–1      | 東三段目89枚目 4–3      | 東三段目69枚目 4–3          | 西三段目52枚目 2–5      | 東三段目81枚目 4–3          |
| 2016年 （平成28年） | 西三段目61枚目 5–2      | 東三段目33枚目 3–4      | 西三段目49枚目 4–3      | 西三段目34枚目 3–4          | 西三段目52枚目 4–3      | 西三段目34枚目 3–4          |
| 2017年 （平成29年） | 東三段目48枚目 4–3      | 西三段目49枚目 6–1      | 西幕下49枚目 4–3        | 東幕下40枚目 2–5            | 東三段目筆頭 2–5        | 東三段目24枚目 2–5          |
| 2018年 （平成30年） | 西三段目50枚目 3–4      | 東三段目66枚目 優勝 7–0 | 西幕下41枚目 3–4        | 東幕下48枚目 2–5            | 西三段目7枚目 5–2       | 西幕下47枚目 4–3            |
| 2019年 （平成31年 /令和元年） | 西幕下39枚目 4–3        | 西幕下31枚目 3–4        | 西幕下38枚目 1–6        | 西三段目58枚目 3–4          | 東三段目20枚目 4–3      | 東三段目10枚目 5–2          |
| 2020年 （令和2年） | 西幕下46枚目 4–3        | 西幕下36枚目 2–5        | 感染症拡大 により中止   | 西幕下60枚目 4–3            | 西幕下50枚目 3–4        | 西幕下53枚目 5–2            |
| 2021年 （令和3年） | 東幕下34枚目 3–4        | 西幕下41枚目 3–4        | 西幕下51枚目 4–3        | 西幕下41枚目 4–3            | 東幕下35枚目 1–6        | 西三段目5枚目 6–1           |
| 2022年 （令和4年） | 西幕下31枚目 2–5        | 東幕下50枚目 3–4        | 東幕下57枚目 2–5        | 西三段目14枚目 3–4          | 東三段目32枚目 5–2      | 東三段目6枚目 5–2           |
| 2023年 （令和5年） | 東幕下44枚目 3–4        | 東幕下54枚目 4–3        | 東幕下46枚目 2–5        | 西三段目3枚目 3–4           | 西三段目13枚目 5–2      | 西幕下49枚目 3–4            |
| 2024年 （令和6年） | 西幕下60枚目 4–3        | 西幕下50枚目 2–5        | 東三段目10枚目 3–4      | 西三段目27枚目 4–3          | 東三段目14枚目 3–4      | 東三段目28枚目 4–3          |
| 2025年 （令和7年） | 西三段目14枚目 3–4      | 西三段目34枚目 3–4      | 西三段目53枚目 6–1      | 東三段目2枚目 3–4           | x                       | x                           |
| 各欄の数字は、「勝ち-負け-休場」を示す。 優勝 引退 休場 十両 幕下 三賞：敢=敢闘賞、殊=殊勲賞、技=技能賞 その他：★=金星 番付階級：幕内 - 十両 - 幕下 - 三段目 - 序二段 - 序ノ口 幕内序列：横綱 - 大関 - 関脇 - 小結 - 前頭（「#数字」は各位内の序列） |                         |                         |                         |                             |                         |                             |

## 改名歴
- 大畑 空宇（おおはた くう）2016年11月場所 - 2019年3月場所
- 大葉山 空宇（おおばやま -）2019年5月場所 - 2021年5月場所
- 大畑 空宇（おおはた -）2021年7月場所 -